# Bandikut králíkovitý
Bandikut králíkovítý (Macrotis lagotis), též vakojezevec ušatý, známý jako „velký bilby“ (angl. Greater Bilby) nebo jen bilby, je australský vačnatec. Vyznačuje se velkýma ušima, špičatým čenichem a dlouhýma zadníma nohama.

## Výskyt
Kdysi byl rozšířen ve všech suchých oblastech Austrálie s výjimkou severu, v současnosti žije již jen v několika oddělených populacích v Severním teritoriu a Západní Austrálii a na malém území na jihozápadě Queenslandu. Dříve obýval nejrůznější savany a travinaté biomy, ale v současnosti ho lze spatřit jen v územích, kde hojně roste trojzubec pichlavý (viz rod trojzubec), nebo v akáciové buši, to znamená v extrémně suchých oblastech.

## Popis
Dosahuje délky těla je 30 až 55 cm (samotný ocas má 20 až 29 cm), hmotnosti obvykle kolem 0,8 až 2,5 kg (samec může vážit dvakrát tolik, co samice). Vyznačuje se velkýma ušima, špičatým čenichem a dlouhýma zadníma nohama, které mu, především ve chvíli, kdy hopká, propůjčují vzhled králíka. Jeho kožíšek je šedý a ocas černobílý. Během spánku si oči zakrývá ušima.

## Způsob života
Pomocí silných předních nohou hloubí bandikut dlouhé a hluboké nory, jejichž délka někdy přesahuje tři metry, a které jsou téměř dva metry hluboké. Svou noru opouští pouze v noci, když hledá potravu. Živí se hmyzem, ale i semeny, plody a houbami.

## Vztah s lidmi
Protože jsou v Austrálii zajíci a králíci považováni za škůdce, v roli velikonočního maskota je používán právě „Velikonoční bandikut“ (angl. Easter Bilby).

## Podobné druhy
Je známo několik dalších druhů bandikutů, např. bandikut běloocasý (vyhynulý), bandikut nosatý.